# Paolo Savoldelli

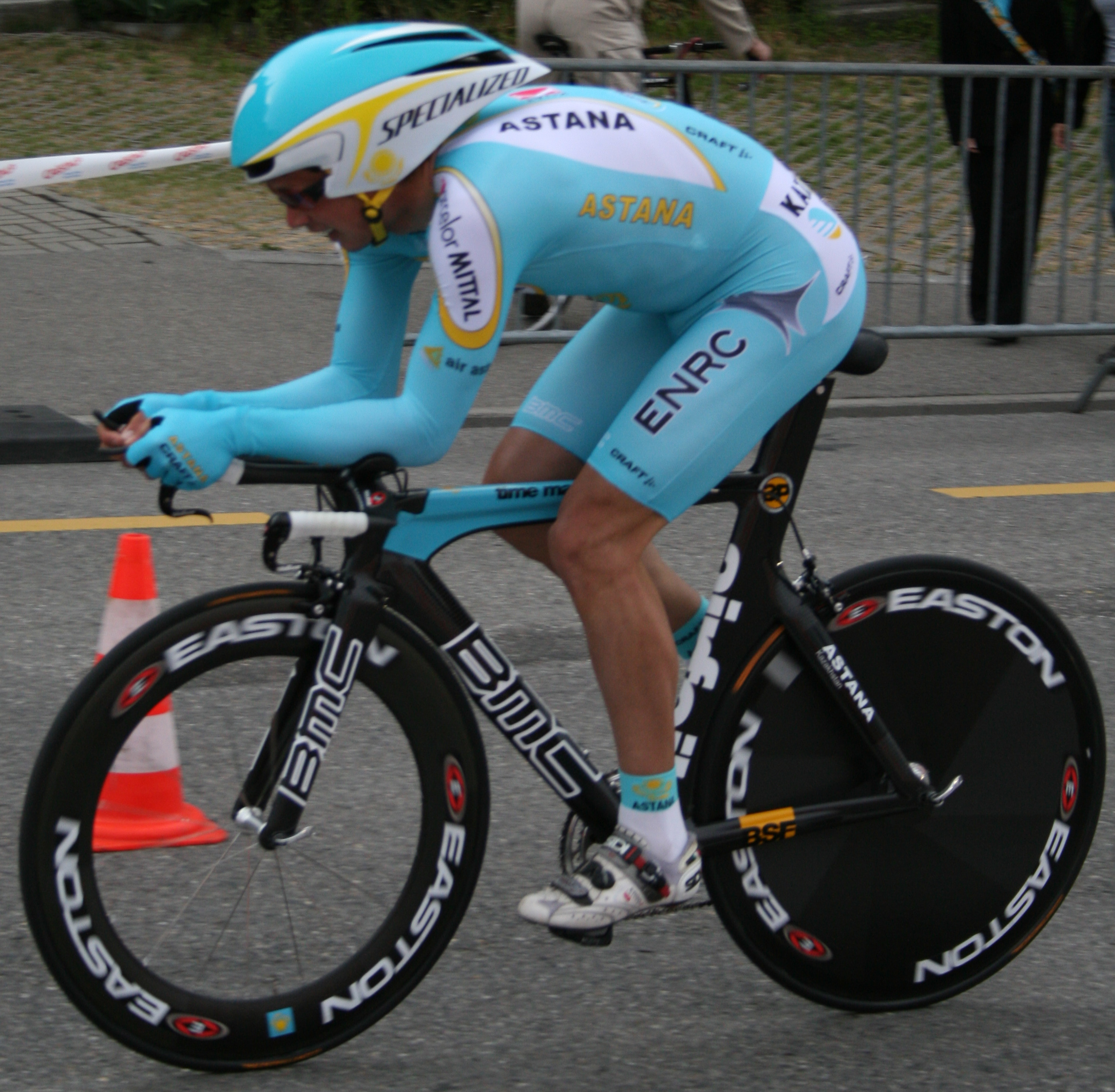
Savoldelli tijdens de proloog van de Ronde van Romandië 2007

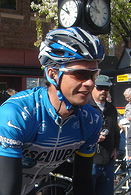
Paolo Savoldelli

Paolo Savoldelli (Clusone, 7 mei 1973) is een Italiaans voormalig wielrenner.
Savoldelli was een goed tijdrijder en klimmer, maar stond vooral bekend als een buitengewoon goed daler. Hieraan dankte hij zijn bijnaam Il Falco ('de valk').

## Biografie
Paolo Savoldelli behaalde diverse zeges en ereplaatsen gedurende zijn eerste jaren als prof. Pas echt bekend werd hij in 2002, toen hij een van zijn grootste zeges behaalde door, zonder daarbij een etappe te winnen, de Ronde van Italië won. Hierbij moet wel aangetekend worden dat veel andere favorieten gedwongen werden de ronde te verlaten, hetzij omdat ze doping zouden hebben gebruikt (Gilberto Simoni, Stefano Garzelli en Wladimir Belli), hetzij om een andere reden (Francesco Casagrande, wegens het slaan van een andere coureur).
In 2003, het jaar na zijn zege in de Ronde van Italië, verkaste hij naar de grote Duitse T-Mobile ploeg. Na twee tegenvallende seizoenen aldaar, mede als gevolg van meerdere zware blessures, tekende hij eind 2004 een contract bij Discovery Channel, het team van Lance Armstrong.
Voor die Discovery Channelploeg ging hij in 2005 terug naar de Ronde van Italië, zonder ambities weliswaar, omdat hij in januari van dat jaar zijn sleutelbeen brak. Verrassend genoeg kwam hij die ronde in de roze leiderstrui en kon hij die vasthouden. Hij won die met 28 seconden voorsprong op tweevoudig winnaar Gilberto Simoni. In de Ronde van Frankrijk van dat jaar deed hij veel werk voor zijn kopman Armstrong, maar wist zelf ook een etappe te winnen, door in een overgangsetappe met een groepje weg te rijden.
Savoldelli reed in 2007 voor Astana, waar hij succesvol was in de tijdritten van de Ronde van Romandië en de Ronde van Italië. "Il Falco" kreeg echter genoeg van alle dopingzaken en -geruchten en verliet de ploeg en kwam in 2008 uit voor Team LPR.
In juli 2008 maakte Savoldelli bekend zijn carrière te beëindigen. Hij is nu een wielercommentator op de motor voor de Italiaanse omroep Radiotelevisione Italiana. In 2014 kreeg de reeds gestopte Savoldelli van het Italiaans olympisch comité (CONI) een schorsing van zes maanden opgelegd omwille van dopingaffaires tijdens zijn loopbaan.

## Palmares
1995
- Coppa della Pace

1997
- 4e etappe Hofbrau Cup

1998
- 2e etappe Ronde van Trentino
- Eindklassement Ronde van Trentino

1999
- Trofeo Laigueglia
- 1e etappe Ronde van Trentino
- Eindklassement Ronde van Trentino
- 14e etappe Ronde van Italië

2000
- 3e etappe Ronde van Trentino
- Proloog Ronde van Romandië
- Eindklassement Ronde van Romandië

2001
- Proloog Ronde van Romandië
- 2e etappe Ronde van Romandië

2002
- Eindklassement Ronde van Italië

2005
- 11e etappe Ronde van Italië
- Eindklassement Ronde van Italië
- 4e etappe Ronde van Frankrijk (ploegentijdrit)
- 17e etappe Ronde van Frankrijk
- GP Formaggi Guffanti

2006
- Proloog Ronde van Romandië
- Proloog Ronde van Italië
- Combinatieklassement Ronde van Italië

2007
- Proloog Ronde van Romandië
- 20e etappe Ronde van Italië

## Resultaten in voornaamste wedstrijden
| Jaar | Ronde van Italië | Ronde van Frankrijk | Ronde van Spanje |
| ---- | ---------------- | ------------------- | ---------------- |
| 1996 |                  | 33e                 |                  |
| 1997 | 13e              |                     |                  |
| 1998 | 9e               |                     | opgave           |
| 1999 | ↑ (1)            | opgave              |                  |
| 2000 | 24e              | 41e                 |                  |
| 2001 | 14e              |                     | opgave           |
| 2002 | ↑                |                     | opgave           |
| 2005 | ↑ (1)            | 25e (1)             |                  |
| 2006 | 5e (1)           | opgave              |                  |
| 2007 | 12e (1)          | opgave              |                  |
| 2008 | 15e              |                     |                  |

| Jaar | Milaan-San Remo | Gent-Wevelgem | Ronde van Vlaanderen | Luik-Bast.‑Luik | Waalse Pijl |
| ---- | --------------- | ------------- | -------------------- | --------------- | ----------- |
| 1996 | 118e            |               | 101e                 |                 |             |
| 1997 | 28e             | 97e           | 31e                  |                 |             |
| 1998 | 51e             |               |                      | 39e             |             |
| 1999 | 66e             |               |                      | 30e             | 10e         |
| 2000 | 85e             |               |                      |                 |             |
| 2001 | 104e            |               |                      | 25e             | 17e         |
| 2002 | 32e             |               |                      |                 |             |
| 2005 |                 |               |                      |                 |             |
| 2006 |                 |               |                      |                 |             |
| 2007 |                 |               |                      |                 |             |
| 2008 |                 |               |                      |                 |             |

## Ploegen
- 1996 - Roslotto-ZG Mobili
- 1997 - Roslotto-ZG Mobili
- 1998 - Saeco Macchine per Caffé
- 1999 - Saeco Macchine per Caffé-Cannondale
- 2000 - Saeco Macchine per Caffé-Valli & Valli
- 2001 - Saeco Macchine per Caffé
- 2002 - Index Alexia
- 2003 - Team Telekom
- 2004 - T-Mobile Team
- 2005 - Discovery Channel Pro Cycling Team
- 2006 - Discovery Channel Pro Cycling Team
- 2007 - Astana
- 2008 - Team LPR